# Гришино (Совєтський район)
Гри́шино (рос. Гришино, марій. Гришино) — присілок у складі Совєтського району Марій Ел, Росія. Входить до складу Вятського сільського поселення.

## Населення
Населення — 44 особи (2010; 29 у 2002).
Національний склад (станом на 2002 рік):
- марі — 55 %
- росіяни — 45 %